# 野戰加熱式餐盒
野戰加熱式餐盒又被稱作野餐餐包，是由中華民國國防部聯合後勤司令部自行研發、使用的加熱式餐盒，這也是中華民國國軍首次為野外演習訓練開發的熱食野戰口糧。

## 歷史

### 研發試吃
中華民國國軍長期將壓縮餅乾作為野戰口糧，但儘管餅乾式野戰口糧的熱量和營養素足夠提供體力需求，但和其口感與民眾飲食習慣差異甚大。國防部聯合後勤司令部為了提升戰時官兵生活品質、強化戰鬥持續力，設定官兵在任何情況下食用熱食的需求，與民間廠商共同研發能夠在無水、無火條件加熱，且符合民眾口味的新型野戰加熱式餐盒。
隨後其配合2007年的漢光23號實兵操演，小批量製作1,220份野戰加熱式餐盒，分配給中華民國陸軍、中華民國海軍、中華民國空軍各別遴選3個以上操演單位，提供官兵試食驗證。而在2008年的漢光24號演習，試驗擴大至10,000份，交由陸軍、海軍、空軍、後備軍事動員的實兵操演部隊官兵試吃。

### 正式使用
2009年8月4日，國防部聯合後勤司令部臺北聯合保修廠首先發表野戰加熱式餐盒，並持續提供口味試吃。其還規劃在2009年採購920,000份加熱式套餐，普遍提供參與演習訓練的官兵食用，從而逐漸取代餅乾式野戰口糧。
2017年，中華民國總統蔡英文視導國軍在澎湖縣的漢光演習實兵演練與火力展示後，中午便與基層官兵在帳篷內共同食用野戰加熱式餐盒和野戰口糧，並聽取官兵介紹野戰加熱式餐盒的種類及使用，這也是三軍統帥首次食用野戰加熱式餐盒。另外中華民國國防部部長馮世寬也曾在野戰指揮所指導戰訓工作重點後，與官兵共同食用野戰加熱式餐盒，以理解野戰部隊戰時的膳食後勤措施。

## 內容

### 餐盒設計
野戰加熱式餐盒將套餐封包後，可以保存18個月。野戰加熱式餐盒的設計目的，是在不需要火源和水源的條件下，不須經由烹煮而能隨時加熱，提供官兵食用熱食米飯餐盒，且過程不會產生煙霧或散發臭味。雖然其份量與外面調理包相似，不過為了應對野戰缺乏水源的環境需要，野戰加熱式餐盒亦自行準備清水，以透過最簡便的方式提供熱能。
其中野戰加熱式餐盒藉由水和石灰混合放熱的化學反應原理，共同加熱餐盒的米飯與主菜，以提供官兵熱食。其中在野外戰地食用時，將米飯包、調理包和加熱包放進加熱袋，之後把加熱用水袋中事前準備的清水，倒入遇水變熱的加熱包中。隨後水便會與其中的加熱片發生作用，在15分鐘內可以加熱至50度。
過去加熱包因為需要加熱25分鐘才能食用，曾經遭到批評。現在通常野戰加熱式餐盒的加熱時間需7分鐘至10分鐘，便能夠獲得熱食食用。每包野戰口糧的費用約110元至150元，國防部聯合後勤司令部則希望藉由大量製作，將成本控制在100元內。

### 菜餚口味
野戰加熱式餐盒設定難度較高的米飯為主食，並搭配民眾經常食用的菜色，因此需參考歐美國家、新加坡野戰口糧改進。而軍方高層考量野外出操需要補充流失的鹽分，野戰加熱式餐盒的菜餚口味偏向重鹹，而米飯口感尚仍接受。其內容參考年輕士兵一餐食量，米飯包約230公克，米飯包和主菜包共計450公克。
2009年，軍方最初選擇的口味有黑胡椒牛腩、東坡肉、法式鮮菇雞、素麻婆豆腐。之後根據漢光演習驗證期間的提案，陸續加入香菇雞肉、咖哩雞、咖哩牛肉、紅燒牛腩、紅酒牛肉、日式牛肉飯等葷菜菜單，共計選出11種口味。在2008年漢光演習驗證期間，也曾挑選黑胡椒素肉、百菇宴等素食品項試吃，最後決定僅生產素麻婆豆腐。

## 使用
國軍一日份口糧規劃2盒加熱套餐（午餐和晚餐食用），及1包作為早餐的野戰口糧。在戰場狀況中，由食勤組人員使用野戰炊膳機具準備食物。而在面臨地形限制無法順利架設野戰廚房實行野炊任務、或臨時出現熱食無法運送的情況下，食勤組便會以事前準備的野戰加熱式餐盒供應。其中由各作戰區至補給庫領取，並在6個月內配合任務集中食用。
另外基於颱風災情可能造成交通中斷或熱食無法追送，軍方針對防災官兵的膳食補給、及預判撤離居民的收容需求，亦會緊急運補野戰加熱式餐盒增援，以提供救災工作的官兵應急食用，例如中度颱風梅姬期間。而對於災後嚴重缺乏民生物資與糧食的情況，國防部亦會主動運補野戰加熱式餐盒和軍用口糧提供給受災居民，包括強烈颱風尼伯特等災情。

## 評價
大部分官兵認為國軍的野戰加熱式套餐餐盒，比起餅乾為主的野戰口糧有著大幅改善。在2007年的適用滿意度資料中，官兵滿意度達到80%以上。不過與美軍加熱式MRE口糧相比，美國野戰口糧加熱時間短、內容豐富，亦能提供豐富熱量；僅有主餐包的國軍口糧內容簡單，且紙餐盒方式不利於野戰攜帶。
而口味滿意度排名部分，依序為黑胡椒牛腩（84%）、東坡肉（82.51%）、咖哩牛肉（80.67%），黑胡椒牛腩是最受到官兵歡迎的口味。不過基於均衡飲食考量，由滿意度僅60%的法式鮮菇雞取代咖哩牛肉，成為首批野戰加熱式餐盒葷菜口味。另外，素麻婆豆腐在軍中也獲得86%滿意度，為官兵最喜歡的素食野戰加熱式餐盒。總統蔡英文在食用紅燒牛腩口味的野戰加熱式餐盒後，亦曾給予正面評價。